# 陸矩
陸矩（1408年—1455年），字仲輿，直隸河間府阜城縣人，民籍。明朝政治人物。進士出身。

## 生平
順天府鄉試第四十五名举人。宣德八年（1433年）癸丑科會試第九十六名，殿試登進士第三甲第十三名，正統元年閏六月授刑部四川司主事，七年正月升郎中，以母丧去职，服阕，改广东司郎中，奉命從刑部尚书金濂征閩冦，十四年十一月以功拜都察院右僉都御史，鎮守眞定，景泰二年父丧丁憂，四年十月復任原职，十一月接替馬恭往延安、绥德等处参赞军务，六年二月卒于官，年四十八。

## 家族
曾祖陆原周。祖父陸子真。父亲陸斌，浙江归安县人，任刑部郎中，坐事谪戍河间，因居阜城。母潘氏。具慶下。兄陆规；弟陆平。娶王氏。子陆珂、陆璇。